# Sorin Matei

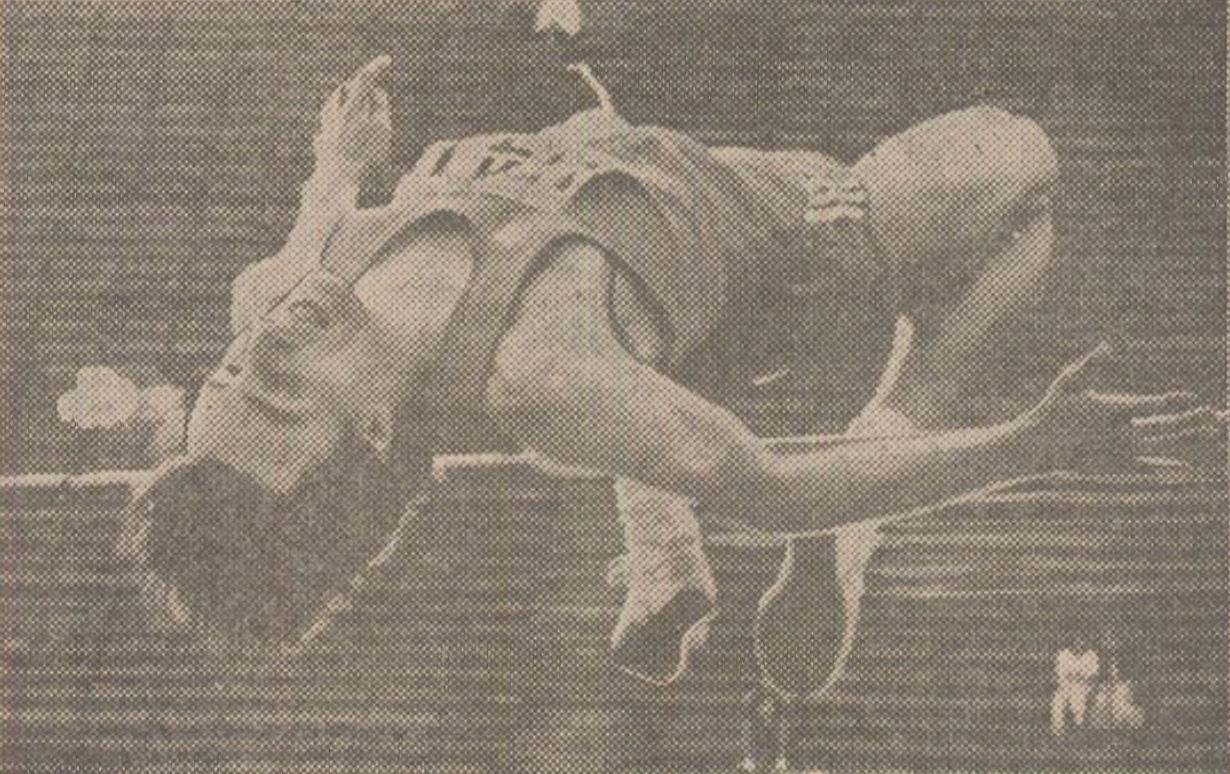
Sorin Matei în 1988, stabilind un nou record național cu 2,37 m

Sorin Matei (n. 8 iulie 1963, București, România) este un fost atlet român, specializat în săritură în înălțime.

## Carieră
S-a apucat de atletism în clasa a VI-a. La vârsta de 17 ani a participat deja la Jocurile Olimpice din 1980 de la Moscova. La Campionatul de Juniori din 1981 a ocupat locul 5.
În anul 1986 sportivul s-a clasat pe locul 5 la Campionatul European în sală de la Madrid. La Campionatul Mondial în sală din 1987 a ajuns tot pe locul 5. În același an a cucerit medalia de bronz la Universiada de la Zagreb și la Mondialele de la Roma a ocupat locul 6.
La Campionatul European în sală din 1988 atletul a câștigat medalia de bronz cu o săritură de 2,35 m. În același an a participat la Jocurile Olimpice din 1988 de la Seul, dar nu s-a calificat în finală. La Campionatul European în sală din 1989 a fost pe locul 5 și la Campionatul Mondial în sală din 1991 pe locul 6.
În anul 1992 Sorin Matei a cucerit medalia de argint cu o săritură de 2,36 m la Campionatul European în sală din 1992 în urma suedezului Patrik Sjöberg. La Jocurile Olimpice din 1992 s-a clasat pe locul 13.
Sorin Matei este multiplu campion național și deține recordurile naționale atât în aer liber (2,40 m) cât și în sală (2,38 m). Este unul dintre cei doar 11 atleți care au sărit peste 2,40 metri. Cu această performanță el ocupă locul al șaselea pe lista celor mai bune performanțe mondiale din toate timpurile.
După retragerea din activitate el a activat ca antrenor. A fost director general la CSM Craiova și în perioada 2007-2013 a fost președinte al Federației Române de Atletism. Apoi a devenit secretar general al Federației Române de Tir.
Sorin Matei este căsătorit cu fosta atletă Cristieana Matei.
În 2004 el fost decorat cu Medalia „Meritul Sportiv” clasa I.

## Realizări
| An   | Competiție                      | Locație                     | Loc | Note   |
| ---- | ------------------------------- | --------------------------- | --- | ------ |
| 1980 | Jocurile Olimpice               | Moscova, Uniunea Sovietică  | 13  | 2,18 m |
| 1981 | Universiada                     | București, România          | 16  | 2,12 m |
| 1981 | Campionatul European de Juniori | Utrecht, Olanda             | 5   | 2,16 m |
| 1982 | Campionatul European            | Atena, Grecia               | 17  | 2,15 m |
| 1983 | Campionatul Mondial             | Helsinki, Finlanda          | 17  | 2,15 m |
| 1984 | Campionatul European în sală    | Göteborg, Suedia            | 11  | 2,20 m |
| 1986 | Campionatul European în sală    | Madrid, Spania              | 5   | 2,28 m |
| 1986 | Campionatul European            | Stuttgart, Germania         | 14  | 2,12 m |
| 1987 | Campionatul Mondial în sală     | Indianapolis, Statele Unite | 5   | 2,32 m |
| 1987 | Universiada                     | Zagreb, Iugoslavia          | 3   | 2,30 m |
| 1987 | Campionatul Mondial             | Roma, Italia                | 6   | 2,32 m |
| 1988 | Campionatul European în sală    | Budapesta, Ungaria          | 3   | 2,35 m |
| 1988 | Jocurile Olimpice               | Seul, Coreea de Sud         | 20  | 2,19 m |
| 1989 | Campionatul European în sală    | Haga, Olanda                | 5   | 2,27 m |
| 1991 | Campionatul Mondial în sală     | Sevilla, Spania             | 6   | 2,31 m |
| 1991 | Campionatul Mondial             | Tokyo, Japonia              | 16  | 2,24 m |
| 1992 | Campionatul European în sală    | Genova, Italia              | 2   | 2,36 m |
| 1992 | Jocurile Olimpice               | Barcelona, Spania           | 13  | 2,24 m |
| 1993 | Campionatul Mondial în sală     | Toronto, Canada             | 9   | 2,24 m |
| 1994 | Campionatul European            | Helsinki, Finlanda          | 20  | 2,15 m |
| 1995 | Campionatul Mondial             | Göteborg, Suedia            | 13  | 2,27 m |

## Recorduri personale
| Probă                        | Performanță | Dată             | Locație    |
| ---------------------------- | ----------- | ---------------- | ---------- |
| Săritură în înălțime         | 2,40 m RN   | 20 iunie 1990    | Bratislava |
| Săritură în înălțime în sală | 2,38 m RN   | 3 februarie 1995 | Wuppertal  |